# Jim Croce
James Joseph "Jim" Croce, född 10 januari 1943 i Philadelphia i Pennsylvania, död 20 september 1973 i Natchitoches i Louisiana, var en amerikansk sångare och låtskrivare. Croce slog igenom 1972 med låtarna "Operator" och "You Don't Mess Around with Jim", och 1973 toppade han Billboard Hot 100-listan två gånger med singlarna "Time In a Bottle" och "Bad, Bad Leroy Brown". Den 20 september 1973, samma dag som hans singel "I Got a Name" släpptes omkom Croce i en flygolycka. Hans plan havererade kort efter att det lyft från Natchitoches Regional Airport.

## Diskografi (urval)
Studioalbum
- 1966 – Facets
- 1969 – Jim & Ingrid Croce
- 1972 – You Don't Mess Around with Jim
- 1973 – Life and Times
- 1973 – I Got a Name

Livealbum
- 1980 – Jim Croce Live: The Final Tour
- 2006 – Have You Heard: Jim Croce Live

Singlar
- 1972 – "You Don't Mess Around with Jim"
- 1972 – "Operator (That's Not the Way It Feels)"
- 1973 – "One Less Set of Footsteps"
- 1973 – "Bad, Bad Leroy Brown"
- 1973 – "I Got a Name"
- 1973 – "Time in a Bottle"
- 1973 – "It Doesn't Have to Be That Way"
- 1974 – "I'll Have to Say I Love You in a Song"
- 1974 – "Workin' at the Car Wash Blues"
- 1975 – "Lover's Cross"
- 1975 – "Chain Gang Medley"
- 1976 – "Mississippi Lady"